# Julgamento de George Zimmerman
O julgamento de George Zimmerman, também conhecido como caso State of Florida v. George Zimmerman foi um processo criminal contra George Zimmerman [en], acusado de homicídio em segundo grau [en] decorrente da morte de Trayvon Martin em 26 de fevereiro de 2012.
Em 11 de abril de 2012, George Zimmerman foi formalmente acusado de homicídio em segundo grau pela morte de Trayvon Martin, um adolescente negro. Para embasar a acusação, o Estado apresentou um affidavit de causa provável, alegando que Zimmerman perfilou, confrontou e atirou em Martin, resultando em sua morte, enquanto Martin não cometia nenhum crime. A promotora do estado da Flórida, Angela Corey [en], anunciou as acusações contra Zimmerman em uma coletiva de imprensa televisionada, informando que ele estava sob custódia após se entregar às autoridades. Zimmerman, que sofreu ferimentos durante o confronto, alegou ter atirado em Martin em legítima defesa.
Após 16 horas de deliberações ao longo de dois dias, em 13 de julho de 2013, um júri composto por seis pessoas declarou Zimmerman não culpado de ambas as acusações, incluindo homicídio culposo.

## Promotores de Justiça

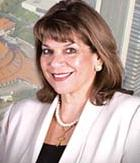
Promotora de Justiça Angela Corey, nomeada como Procuradora Especial.

Em 22 de março de 2012, o governador da Flórida, Rick Scott, anunciou a nomeação de Angela Corey como Procuradora Especial para a investigação do caso Martin. Corey era a Promotora de Justiça dos condados de Duval, Clay e Nassau. Ao assumir o caso, ela escolheu Bernie de la Rionda como promotor principal. De la Rionda, Assistente da Promotoria no escritório de Corey, tinha 29 anos de experiência como promotor. Os promotores John Guy e Richard Mantei auxiliaram no caso, com Guy realizando a declaração de abertura.
O promotor inicialmente responsável pelo caso era Norm Wolfinger, Promotor de Justiça com jurisdição no Condado de Seminole, onde o tiroteio ocorreu em 26 de fevereiro de 2012. Em 22 de março de 2012, Wolfinger solicitou sua retirada do caso, argumentando que isso ajudaria a "reduzir a retórica" em prol do bem público.

## Advogados de defesa
Em 11 de abril de 2012, Mark M. O'Mara anunciou que representaria Zimmerman. O'Mara, presidente da Associação de Advogados do Condado de Seminole, era comentarista jurídico da emissora WKMG [en] e já havia atuado em casos envolvendo a lei de autodefesa. Ao assumir o caso, O'Mara informou que Zimmerman não tinha recursos financeiros e que o estado poderia arcar com parte dos custos. Quando questionado por repórteres sobre o motivo de aceitar o caso, ele respondeu: "É o que eu faço."
Em 31 de maio de 2012, o advogado de Orlando, Don West, deixou seu cargo como defensor público federal para integrar a equipe de defesa liderada por O'Mara. West era especializado em casos de homicídio e atuava como especialista certificado em julgamentos criminais há 25 anos. Ele e O'Mara eram amigos de longa data.

## Pré-julgamento
Em uma audiência prévia realizada em 12 de abril, o juiz Mark Herr determinou que o affidavit apresentado era juridicamente suficiente para estabelecer causa provável. Após a juíza do circuito do condado de Seminole, Jessica Recksiedler, se retirar do caso, o juiz Kenneth Lester Jr. assumiu a condução do processo. Na mesma audiência de 12 de abril, o juiz Mark Herr reiterou que o affidavit era suficiente para estabelecer causa provável. Documentos judiciais, incluindo depoimentos de testemunhas e outras informações, foram selados a pedido da equipe de defesa. O indiciamento de Zimmerman foi marcado para 29 de maio. Em uma audiência de fiança em 20 de abril, Zimmerman prestou depoimento e declarou aos pais de Martin que lamentava "pela perda de seu filho". Zimmerman foi liberado mediante fiança de 150 mil dólares e equipado com um dispositivo de monitoramento eletrônico para rastreamento em tempo real de sua localização. O advogado de Zimmerman dispensou a presença do réu no indiciamento e apresentou uma declaração de não culpado em seu nome.

### Revogação da fiança de Zimmerman
Em junho de 2012, o juiz Lester revogou a fiança de Zimmerman e ordenou seu retorno à prisão após a promotoria alegar que Zimmerman e sua esposa enganaram o tribunal sobre suas finanças em uma audiência de fiança anterior. A esposa de Zimmerman testemunhou na audiência que eles tinham poucos recursos financeiros, e nem ela nem Zimmerman informaram ao tribunal que ele havia recebido 135 mil dólares em doações. A promotoria alegou que gravações de conversas telefônicas entre Zimmerman e sua esposa, realizadas a partir da prisão, indicavam que eles usavam um código para discutir suas finanças, com menções repetidas a "Peter Pan", aparentemente em referência a uma conta no PayPal. O juiz acusou a esposa de Zimmerman de perjúrio, e, em uma segunda audiência de fiança realizada Cecília no mês seguinte, liberou Zimmerman novamente, estabelecendo uma nova fiança de 1 milhão de dólares.

### Retirada do juiz Lester e designação da juíza Nelson
O advogado de Zimmerman, Mark O'Mara, apresentou uma moção para desqualificar o juiz Lester, alegando que ele fez comentários depreciativos e desnecessários sobre seu cliente na ordem de fiança de julho de 2012. O'Mara argumentou que a declaração do juiz, de que Zimmerman teria enganado o tribunal na primeira audiência de fiança, indicava parcialidade contra seu cliente, o que comprometeria a possibilidade de um julgamento justo. A promotoria criticou a moção, alegando que ela citava "fatos imprecisos, enganosos e/ou incompletos".
Quando o juiz Lester recusou-se a se retirar e considerou a moção da defesa juridicamente insuficiente, a defesa recorreu. Em 29 de agosto de 2012, o Tribunal de Apelação do Quinto Distrito concedeu o pedido para a substituição do juiz. A juíza Debra Nelson foi designada para o caso. A juíza Debra S. Nelson, do 18º Circuito Judicial da Flórida, foi a quarta juíza a presidir o caso. Nelson atuava como juíza há treze anos, principalmente em questões criminais, tendo trabalhado anteriormente em litígios civis.

### Planejamento da defesa para audiência de imunidade pré-julgamento
Sob a lei da Flórida, o uso de força letal contra um agressor é permitido em certas situações. A adoção da lei "Stand-your-ground" em 2005 modificou a legislação de autodefesa, permitindo que uma pessoa que razoavelmente acredite ser necessário usar força letal para evitar lesões graves a si mesma o faça sem a obrigação de tentar recuar; a persecução criminal nesses casos é proibida. Um réu em um caso de homicídio que alega ter agido em autodefesa pode solicitar ao tribunal imunidade de persecução sob essas disposições legais. Especialistas jurídicos afirmam que, em uma audiência de imunidade pré-julgamento, o ônus da prova recai sobre o réu, que deve demonstrar, por "preponderância de evidências", que agiu legalmente, enquanto em um julgamento por júri, o ônus recai sobre a promotoria, que deve provar "além de dúvida razoável" (um padrão muito mais alto) que o réu agiu ilegalmente. Foi essa legislação que permitiu a liberação inicial de George Zimmerman pela polícia após o tiroteio, considerando que Zimmerman estava justificado pela lei para se proteger e não havia evidências para contestar suas alegações, sendo sua prisão legalmente proibida.
Em 9 de agosto de 2012, o advogado de Zimmerman, Mark O'Mara, anunciou que a equipe de defesa planejava apresentar seu caso ao juiz em uma audiência de imunidade antes do julgamento, buscando a dismissão do caso com base na proteção contra persecução prevista na lei de Não ceder terreno da Flórida. Em uma coletiva de imprensa na semana seguinte, O'Mara afirmou que "os fatos não parecem sustentar uma defesa baseada em Não ceder terreno". Ele informou que, em vez de buscar a dismissão das acusações com base na imunidade da lei de Não ceder terreno, a equipe de defesa solicitaria, na audiência pré-julgamento, a dismissão do caso com base na imunidade prevista em casos tradicionais de autodefesa.
Em abril de 2013, por recomendação de seus advogados, Zimmerman renunciou ao direito a uma audiência de imunidade pré-julgamento, e o tribunal iniciou os preparativos para o julgamento por júri. O'Mara declarou posteriormente, após o término do julgamento, que não utilizou a disposição de Não ceder terreno durante o julgamento porque Zimmerman não tinha a opção de recuar. O'Mara também explicou que optou por não buscar uma audiência de imunidade pré-julgamento porque isso revelaria a estratégia de defesa à promotoria, o que colocaria a defesa em desvantagem caso o pedido de imunidade fosse negado e o caso prosseguisse para julgamento.

## Evidências de descoberta
Em maio de 2012, a defesa recebeu a primeira rodada de evidências de descoberta: 67 discos compactos, uma lista de testemunhas que incluía 50 possíveis agentes da lei, 28 policiais do Departamento de Polícia de Sanford, 28 testemunhas civis, membros da família de Martin, dois amigos de Zimmerman e seu pai, Robert Zimmerman. Também foram listados como potenciais testemunhas da promotoria técnicos em evidências biológicas e de DNA, vestígios, resíduos de disparo, impressões digitais e armas de fogo, dois agentes do FBI e dois técnicos de áudio que analisaram as chamadas de emergência feitas durante o confronto para determinar quem foi ouvido gritando ao fundo. Os técnicos de áudio Tom Owen e Edward Primeau concluíram que os gritos não eram de Zimmerman. James Ryan e Alan Reich, especialistas independentes contratados pelo The Washington Post, apresentaram interpretações variadas do áudio nas gravações telefônicas. Outras evidências divulgadas incluíam gravações de áudio e vídeo, fotos, depoimentos de testemunhas, relatórios forenses, o relatório da autópsia de Martin, evidências coletadas de Zimmerman após o tiroteio – sua arma, munições, roupas, uma amostra de DNA, registros médicos e dados de seu celular.
Em junho de 2012, a promotoria divulgou gravações de duas chamadas ao 911 feitas pelo pai de Martin na manhã após o tiroteio. Nas chamadas, Tracy Martin expressou preocupação pelo fato de seu filho não ter retornado para casa e perguntou sobre a possibilidade de registrar um boletim de pessoa desaparecida. Outras evidências liberadas incluíam um relatório com os resultados do teste de estresse vocal de Zimmerman, além do relato de Zimmerman sobre os eventos e declarações escritas. A defesa também divulgou gravações de áudio e vídeo das entrevistas de Zimmerman com a polícia e da reconstituição dos eventos após o tiroteio.
Em julho de 2012, as evidências liberadas incluíam entrevistas do FBI com pessoas envolvidas no caso, incluindo policiais de Sanford, familiares, amigos e associados de Zimmerman. Também foram divulgadas fotos do moletom e da blusa de Martin com sangue e um único orifício de bala, além de várias chamadas feitas por Zimmerman à polícia de Sanford para relatar atividades suspeitas nos seis meses anteriores ao encontro com Martin.
Em agosto de 2012, a 6ª Descoberta Suplementar do Estado incluiu 76 páginas contendo a declaração em áudio da testemunha 31, três fotos tiradas pela testemunha 13 na cena mostrando a parte traseira da cabeça de Zimmerman, uma lanterna no chão, o relatório do FDLE com anotações do analista, e-mails do Departamento de Polícia de Sanford, cópias da chamada 911 de Tracy Martin relatando o desaparecimento de seu filho e a inscrição de Zimmerman na Academia do Gabinete do Xerife do Condado de Seminole.
Em setembro de 2012, o relatório de DNA da arma usada no tiroteio foi divulgado, indicando que apenas o DNA de Zimmerman foi encontrado na arma, sem vestígios do DNA de Martin.
Em 19 de outubro, a juíza Nelson concedeu o pedido da defesa para acessar os registros escolares de Martin, registros de seu celular e postagens em redes sociais (como Facebook e Twitter). Em sua decisão, Nelson afirmou que os advogados de Zimmerman precisavam saber se os registros escolares e as postagens de Martin revelavam evidências de tendências violentas. Os pais de Martin afirmaram que o pedido da defesa por registros escolares e de redes sociais era uma "expedição de pesca" destinada a atacar seu filho e uma tentativa de assassinar seu caráter. Nelson também determinou que os registros médicos de Zimmerman fossem fornecidos aos promotores, afirmando que revisaria os registros e decidiria se algo deveria ser retido.
A defesa também solicitou à ABC News e ao repórter Matt Gutman todas as gravações, anotações e correspondências relacionadas à Testemunha Número 8, amiga de Trayvon Martin que afirmou estar falando com ele por telefone pouco antes de ele ser baleado. A moção de O'Mara indicou que a chamada durou mais de 26 minutos, mas a gravação recebida das autoridades tinha apenas 12 minutos e 44 segundos.
Em 3 de dezembro de 2012, o advogado de defesa Mark O'Mara expressou frustração pelo fato de, na descoberta original, uma foto em preto e branco de baixa qualidade de Zimmerman ter sido substituída por uma foto colorida original de seu nariz ensanguentado. O advogado criminal David Wohl afirmou que a substituição da cópia "beira a má conduta processual".

## Seleção do júri
Em 28 de maio de 2013, a juíza Nelson negou uma moção da defesa para adiar o julgamento por seis semanas. Ela também rejeitou o pedido da promotoria para implementar uma ordem de silêncio que impedisse os advogados de discutir os detalhes do caso na mídia.
Em 10 de junho de 2013, a seleção do júri começou com 100 jurados em potencial preenchendo questionários. Quinhentas pessoas receberam intimações, e o processo de escolha do júri deveria levar duas semanas. A pedido da defesa, a juíza concordou em estabelecer um júri anônimo, no qual a identidade dos jurados seria revelada apenas à promotoria e à defesa, mas não ao público ou à mídia. Na moção para o pedido, a defesa argumentou que "[os jurados] podem estar sujeitos a críticas e possível retaliação, caso o veredicto não corresponda aos desejos de certas facções neste assunto".
Na Flórida, os júris são compostos por seis pessoas; 12 jurados são exigidos apenas para julgamentos criminais envolvendo casos capitais, nos quais a pena de morte é aplicável. O júri de Zimmerman consistiu em seis membros e quatro suplentes. A população do condado de Seminole é composta por 10% de afro-americanos, percentual que pode diferir do grupo de 500 jurados em potencial. Durante o quarto dia de seleção do júri, a juíza Nelson anunciou que o júri seria sequestrado durante o julgamento, que deveria durar de duas a quatro semanas.
Em 18 de junho de 2013, 40 jurados em potencial (16 homens e 24 mulheres) passaram pelo processo inicial de triagem.
A defesa eliminou uma jurada em potencial, uma mulher afro-americana, por considerá-la uma "jurada furtiva" devido à omissão de que seu pastor havia defendido fortemente Trayvon Martin. A promotoria tentou eliminar uma mulher cujo marido possuía armas e que disse que poderia ter dificuldade em condenar alguém à prisão. Eles também tentaram eliminar uma mulher que perguntou por que Martin estava fora de casa à noite. A juíza negou as eliminações, e ambas as mulheres fizeram parte do júri de seis pessoas.
A promotoria eliminou um jurado em potencial, um homem negro proprietário de armas que declarou assistir à Fox News. Esse jurado em particular era um dos favoritos da defesa. Em 20 de junho de 2013, a seleção do júri foi concluída. Foram selecionados seis jurados e quatro jurados suplentes. Todos os seis jurados eram mulheres, enquanto dois dos jurados suplentes eram homens e dois eram mulheres. Cinco dos jurados eram brancos; uma era de ascendência mista negra e mestiça. Todos os suplentes eram brancos, sendo um dos homens suplentes descrito como hispânico branco.

## Admissibilidade de provas
A juíza Nelson determinou que os registros escolares de Martin, seu histórico de uso de maconha, brigas, fotos e mensagens de texto do celular do adolescente não deveriam ser mencionados durante o julgamento. No entanto, a juíza afirmou que poderia reconsiderar essa decisão ao longo do processo, caso esses temas se tornassem relevantes.
Os advogados de Zimmerman solicitaram uma audiência com base no Frye para avaliar a admissibilidade do depoimento de analistas de áudio, a fim de determinar se os métodos utilizados por eles eram amplamente aceitos pela comunidade científica. Na época da audiência, a Flórida utilizava o padrão Frye.
Em 22 de junho de 2013, a juíza Nelson decidiu que os especialistas em áudio não poderiam depor no julgamento de Zimmerman. A promotoria pretendia usar especialistas em voz contratados por advogados e organizações de mídia para analisar as chamadas ao 911 gravadas durante o confronto, a fim de determinar se era Martin ou Zimmerman quem gritava por socorro. Os especialistas apresentaram conclusões divergentes. Na decisão, a juíza afirmou: "Não há evidências que comprovem que suas técnicas científicas foram testadas e consideradas confiáveis." A decisão não impediu que as chamadas ao 911 fossem reproduzidas durante o julgamento. Além disso, durante o andamento do caso, a Flórida passou a adotar o Daubert, com efeito a partir de 1º de julho. O padrão Daubert é mais moderno e considera diversos fatores, além da aceitação geral pela comunidade científica, para determinar a admissibilidade de testemunhos especializados.
Em 8 de julho, a juíza Nelson decidiu que a defesa poderia informar ao júri que Martin tinha uma pequena quantidade de maconha em seu organismo no momento de sua morte. O promotor assistente John Guy argumentou que isso representava um ataque indireto ao caráter de Martin, enquanto o advogado de defesa Don West afirmou que um especialista diria ao júri que a quantidade era suficiente para causar "algum nível de comprometimento". Apesar de considerada admissível, a defesa optou por não apresentar essa informação ao júri, e ela não foi incluída como prova.
Em 11 de julho de 2013, a promotora especial Angela Corey demitiu Ben Kruidbos, diretor de tecnologia da informação do escritório da promotoria, por suposta má conduta e violações de "diversas políticas e procedimentos do escritório da promotoria". Kruidbos havia alegado, em uma audiência pré-julgamento, que os promotores não forneceram à equipe de defesa de Zimmerman todas as informações exigidas por lei no processo de descoberta.

## Declarações de abertura
Em 24 de junho de 2013, a promotoria apresentou sua declaração de abertura, com duração de trinta minutos. O promotor John Guy iniciou citando palavras proferidas por Zimmerman durante a ligação não emergencial: "Malditos delinquentes, esses idiotas sempre escapam." A promotoria concentrou-se na ausência de evidências de ferimentos graves em Zimmerman e Martin, retratando Zimmerman como um mentiroso que seria contraditado por testemunhas e provas. Guy também comparou o tamanho físico de Zimmerman e Martin, destacando a estatura menor de Martin. A promotoria descreveu Zimmerman como um "policial frustrado" que havia participado de treinamento em artes marciais, que buscava "pessoas que não pertenciam ao local" e que perfilou Martin como "alguém prestes a cometer um crime em seu bairro".
Don West, pela defesa, fez uma longa declaração de abertura, começando com uma piada de batida sobre a seleção do júri. West afirmou que "não há monstros" no caso, mas que Zimmerman atirou em Martin "após ser brutalmente atacado". Ele declarou que Zimmerman sofreu um "soco surpresa no rosto e teve a cabeça golpeada contra o chão". West reproduziu a ligação não emergencial de Zimmerman duas vezes e usou diversos recursos visuais para mostrar aos jurados os locais dos eventos e detalhar uma linha do tempo das chamadas e acontecimentos. West argumentou que Martin teve tempo suficiente para voltar para casa durante as ligações, mas optou por confrontar Zimmerman. Ele tentou reconstruir o tiroteio, utilizando depoimentos de testemunhas, fotografias da cena do crime e uma análise das lesões de Zimmerman com fotos. West descreveu as ações de Zimmerman após o incidente, resumiu depoimentos de testemunhas e policiais sobre a aparência e comportamento de Zimmerman e, após o intervalo, destacou que o disparo ocorreu com a arma em contato com a blusa de Martin, mas a alguns centímetros de seu corpo, sugerindo que Martin estava por cima no momento do tiro, com a blusa pendente.

## Caso da promotoria

### Introdução
Chad Joseph, de 15 anos, filho da namorada do pai de Martin, foi a primeira testemunha chamada pela promotoria. Ele testemunhou que pediu a Martin que comprasse Skittles para ele, mas não o acompanhou porque estava jogando um videogame no PS3.
Andrew Gaugh, funcionário da loja 7-Eleven que vendeu lanches a Martin, foi o próximo a depor. Ele afirmou que Martin pagou em dinheiro e que não notou nada de suspeito em seu comportamento.
Donald O'Brien, presidente da associação de moradores (HOA), testemunhou que Zimmerman e o programa de vigilância do bairro não eram afiliados à HOA. O'Brien afirmou que considerava Zimmerman o coordenador do programa por ter tomado a iniciativa de criá-lo, mas que o programa orientava os participantes a não seguirem suspeitos, apenas ligarem para o 911. Ele disse não acreditar que o bairro necessitava de um programa de vigilância. Durante o contrainterrogatório, O'Brien revelou que a polícia não fazia patrulhas regulares na área devido à ausência de um acordo formal entre a HOA e o departamento de polícia. Ele também mencionou que trabalhadores da construção civil no bairro haviam seguido um suspeito de roubo no passado, resultando em uma prisão, e que ele enviou um e-mail de congratulação. Em várias rodadas de redirecionamento, ele alternou entre dizer "não sigam" e "sigam a uma distância segura".

### Aspectos técnicos de comunicação
Ramona Rumph, do escritório de comunicações do xerife, prestou depoimento sobre como os registros de chamadas para o 911 recebem carimbos de data e hora. Segundo Rumph, as chamadas para o 911 são inicialmente classificadas como "rotineiras", mas podem ser reclassificadas para maior prioridade, e várias chamadas podem ser interligadas. Ela detalhou os horários das chamadas de testemunhas para o 911 e forneceu informações sobre chamadas anteriores de Zimmerman, tanto para o 911 quanto para números não emergenciais. O Ministério Público reproduziu várias dessas chamadas anteriores para o júri. Durante o contrainterrogatório, o advogado O'Mara questionou Rumph sobre os desdobramentos dessas chamadas, e ela confirmou que algumas resultaram em contatos com suspeitos. Rumph, no entanto, não pôde afirmar se o volume de chamadas feitas por Zimmerman era fora do comum.
Raymond MacDonald, executivo da T-Mobile, explicou como os registros de chamadas e mensagens de texto de celulares são coletados e armazenados. Ele informou que os registros de faturamento arredondam a duração das chamadas para o minuto seguinte, mas outros registros detalham as chamadas em segundos. MacDonald destacou que, nos registros do telefone de Martin, após uma chamada desconectada às 19h26, todas as chamadas recebidas subsequentes listadas na página foram direcionadas para a caixa postal. Os registros com precisão de segundos estavam disponíveis apenas por seis meses, de modo que alguns registros usados no julgamento foram arredondados para minutos.
Greg McKinney, funcionário da empresa responsável pelas câmeras de segurança do condomínio Retreat, testemunhou sobre os motivos pelos quais as câmeras próximas ao portão principal não estavam funcionando no momento do incidente. Ele também mencionou que os relógios das câmeras de segurança poderiam estar desalinhados em até 18 minutos.

### Testemunhos de policiais
Sean Noffke, o atendente que estava ao telefone durante a chamada não emergencial de Zimmerman, testemunhou sobre suas próprias declarações na ocasião. Noffke afirmou que, ao dizer a Zimmerman "Não precisamos que você faça isso", ele estava fazendo uma sugestão, não dando uma ordem, já que os atendentes não emitem ordens devido a questões de responsabilidade. Durante o contrainterrogatório, Noffke declarou que Zimmerman não parecia irritado durante a chamada e que ele desejava que a polícia fosse ao seu local. Noffke também mencionou que perguntou a Zimmerman para que direção Martin estava indo, o que poderia ser interpretado como um pedido para verificar o trajeto de Martin. Ele esclareceu que os atendentes oferecem sugestões, não ordens, visando a segurança do chamador. Noffke afirmou que as palavras rudes de Zimmerman e seus comentários sobre Martin não levantaram preocupações específicas, mas, em redirecionamento, admitiu que a linguagem de Zimmerman poderia ser interpretada como "hostil". Quando a defesa perguntou se ele realmente percebeu hostilidade, Noffke respondeu "não". A defesa também questionou sobre os comentários de Zimmerman a respeito da raça e aparência de Martin, e Noffke explicou que todas as informações fornecidas visavam a identificação do suspeito, sem parecerem incomuns.
Wendy Dorival, coordenadora do programa de vigilância comunitária da polícia de Sanford, que auxiliou na formação do programa de vigilância do bairro "Retreat at Twin Lakes", testemunhou sobre as funções e responsabilidades dos voluntários no programa. Ela explicou que os participantes foram instruídos a não seguir ou confrontar suspeitos, mas apenas a chamar a polícia para relatar atividades suspeitas. Dorival relatou que Zimmerman a contatou para organizar o programa, e cerca de 25 moradores compareceram à reunião. Como Zimmerman informou que foi escolhido como coordenador pela associação de moradores, ela lhe entregou o manual do coordenador, que orientava os participantes a não confrontar suspeitos e destacava que a vigilância não era uma "polícia vigilante". No contrainterrogatório, Dorival afirmou que a comunidade estava preocupada com recentes furtos e que, por não ser um condomínio murado, pessoas externas podiam entrar e sair por outros pontos além dos portões. Ela tentou recrutar Zimmerman para o programa "Cidadão em Patrulha", mas ele recusou. Dorival também declarou que não deu instruções sobre a proibição de portar armas pelos participantes da vigilância e que as pessoas deveriam agir com cautela, chamando a polícia ao suspeitar de algo, considerando "caminhar na chuva sem propósito" como uma atividade potencialmente suspeita.
Anthony Raimondo, sargento da polícia de Sanford, foi um dos policiais que responderam à chamada não emergencial de Zimmerman e ao tiroteio envolvendo Martin. Ele testemunhou que estava chovendo e a iluminação no local era muito ruim quando chegou, e outros policiais já estavam presentes. Raimondo viu Martin deitado de bruços, com as mãos sob o corpo, e não conseguiu encontrar seu pulso. Ele tentou realizar RCP, mas Martin foi declarado morto. Por respeito e para preservar as evidências da chuva, Raimondo cobriu o corpo de Martin com uma lona plástica.
Diana Smith, técnica de cena de crime no caso do tiroteio (e esposa de Tim Smith, o primeiro policial no local), testemunhou sobre a cena do crime. Usando fotos e reconstruções computadorizadas, ela indicou a localização de todos os objetos no local e descreveu as fotografias do corpo de Martin. Smith também detalhou o processo usado para coletar evidências de DNA e as fotos que tirou de Zimmerman na delegacia. No contrainterrogatório, o advogado West perguntou sobre os métodos usados para procurar sangue na cena e o momento da coleta de evidências. Smith explicou que os itens foram swabbed para DNA de contato, mas os objetos em si não foram testados diretamente. Ela afirmou que alguém poderia tocar um objeto sem deixar células suficientes para análise, ou que essas células poderiam ser removidas por contato posterior. West então pediu que Smith identificasse os ferimentos de Zimmerman visíveis nas fotos tiradas horas após o incidente. Em redirecionamento, o promotor Guy esclareceu que Smith teve assistência na busca por sangue na cena, mas ela não viu sangue no local, nem foi informada sobre a presença de sangue por seus assistentes.
Ricardo Ayala, oficial do Departamento de Polícia de Sanford, foi enviado ao local após uma chamada sobre pessoas suspeitas, que posteriormente foi atualizada para "tiros disparados". Ayala testemunhou que estava muito escuro e chovendo quando chegou, e o oficial Smith (marido de Diana Smith, a técnica de cena de crime) estava apontando uma arma para Zimmerman. Ayala se aproximou de Martin, acreditando ser o primeiro policial a fazê-lo, e não sabia se Martin estava vivo. Como as mãos de Martin estavam sob seu corpo, de bruços, Ayala ordenou que ele mostrasse as mãos, mas não observou sons, palavras ou movimentos de Martin. Ayala e o oficial Raimondo tentaram realizar RCP em Martin, movendo seu corpo durante o procedimento. No contrainterrogatório, Ayala afirmou que manter Zimmerman sob custódia era procedimento padrão em chamadas de "tiros disparados" e não indicava risco por parte de Zimmerman. Ele também declarou que Zimmerman não foi confrontacional e cumpriu todas as ordens dos policiais.
Stacy Livingston, técnica em emergências médicas e bombeira do Departamento de Bombeiros de Sanford, testemunhou que Martin não respondia e não apresentava pulso quando ela chegou ao local. Livingston afirmou que Martin foi declarado morto às 19h30 na noite do tiroteio. Ela também relatou que tratou Zimmerman no local, observando que ele tinha o nariz inchado e sangrando, além de dois cortes na parte traseira da cabeça. Quando o advogado O'Mara perguntou se Zimmerman deveria estar preocupado com sua saúde devido aos ferimentos, Livingston respondeu: "Possivelmente".
Timothy Smith, oficial do Departamento de Polícia de Sanford, foi o primeiro policial a chegar ao local. Smith testemunhou que, ao observar Zimmerman após o tiroteio, notou que suas costas estavam molhadas e com fios de grama. Ele também identificou vários ferimentos em Zimmerman, incluindo contusões, lacerações e um nariz sangrando. Smith relatou que, após ter sua arma confiscada e ser algemado, Zimmerman disse a ele que "estava gritando por ajuda e ninguém veio ajudá-lo". Smith também afirmou que Zimmerman mencionou estar "tonto" durante o trajeto até a delegacia, mas recusou ir ao hospital.
Doris Singleton, oficial do Departamento de Polícia de Sanford, auxiliou na investigação do incidente e conduziu entrevistas com Zimmerman na delegacia na noite do tiroteio. Singleton gravou sua entrevista com Zimmerman após ler seus direitos Miranda. Ela testemunhou que Zimmerman relatou que seu bairro enfrentava um aumento nos furtos, o que o levou a iniciar um programa de vigilância comunitária. Zimmerman disse que já havia chamado a polícia anteriormente por pessoas suspeitas, mas que frequentemente elas não eram detidas. Ele contou a Singleton que, enquanto estava em seu carro, viu Martin caminhando no bairro sob a chuva, o que o levou a ligar para a polícia e estacionar. Segundo Zimmerman, Martin começou a circular seu carro e depois se afastou. Zimmerman afirmou que saiu do veículo para localizar uma placa de rua e verificar para onde Martin estava indo. Durante a entrevista, Zimmerman relatou que, enquanto voltava para o carro, Martin surgiu dos arbustos e disse: "Qual é o seu problema, cara?" Zimmerman disse que pegou o celular para ligar para o 911 e respondeu a Martin: "Não tenho nenhum problema." Martin então teria dito: "Não, agora você tem um problema." Singleton testemunhou que Zimmerman afirmou que Martin o socou e bateu sua cabeça no concreto. Zimmerman também relatou que, em poucos segundos, a mão de Martin se moveu em direção à sua arma, e, temendo por sua vida, ele atirou em Martin. Singleton afirmou que, durante a entrevista, Zimmerman não parecia irritado ou rancoroso em relação a Martin.
Christopher Serino, oficial do Departamento de Polícia de Sanford e principal investigador do incidente, teve suas entrevistas gravadas com Zimmerman reproduzidas para o júri, assim como a reencenação realizada por Zimmerman com Serino. No interrogatório direto, Serino testemunhou que Zimmerman afirmou que Martin o abordou, o socou e ameaçou matá-lo. Serino disse que havia evidências sugerindo que Zimmerman continuou seguindo Martin mesmo após o atendente não emergencial sugerir que ele não o fizesse. Serino destacou que achou suspeito que Zimmerman não soubesse os nomes das ruas de seu bairro, apesar de haver apenas três. Ele também afirmou que sentiu que Zimmerman exagerou o número de vezes que foi atingido naquela noite, mas não percebeu "decepção ativa" quando Zimmerman disse que saiu do veículo para seguir Martin e verificar a rua. Serino declarou que não identificou discrepâncias significativas entre as diferentes versões de Zimmerman ou em comparação com os relatos de outras testemunhas. No contrainterrogatório, Serino afirmou que Zimmerman não parecia evasivo ou evitar perguntas. Quando O'Mara perguntou se ele acreditava que Zimmerman estava dizendo a verdade, Serino respondeu que sim. A juíza Nelson considerou essa resposta uma declaração inadequada sobre a credibilidade de Zimmerman, orientando o júri a desconsiderar o testemunho de Serino em relação a essa pergunta e resposta. Em redirecionamento, o promotor De La Rionda perguntou a Serino: "Se eu acreditasse que alguém está cometendo um crime, isso não poderia ser considerado perfilamento?" Serino respondeu que sim, poderia ser interpretado como tal. De La Rionda também perguntou se havia evidências de que Martin estivesse cometendo um crime ou estivesse armado naquela noite, ao que Serino respondeu que não. O promotor questionou Serino sobre a linguagem usada por Zimmerman na ligação para a polícia, quando ele disse: "Esses malditos marginais sempre escapam." De La Rionda perguntou: "É algo que você usaria para se referir a alguém que convidaria para jantar?" Serino respondeu: "Não, senhor, eu não usaria." Ele também foi questionado se achava o comentário amigável, ao que respondeu: "Não, senhor, não é." Serino afirmou ainda que chamar alguém de "malditos marginais" demonstra má vontade e rancor.

### Análises de dados por especialistas
O Dr. Shiping Bao, médico legista associado que realizou a autópsia em Martin, testemunhou que Martin não morreu imediatamente e que seu coração ainda batia após ser baleado. Bao afirmou que Martin foi atingido a uma distância intermediária, definida por ele como entre 1 cm e 1,2 metro, e que o cano da arma teve contato frouxo com a roupa de Martin. Bao também declarou que não acreditava que Martin pudesse ter se movido após o disparo. Ele informou que Martin media 1,80 m e pesava 72 kg no momento da morte, estava saudável na ocasião do tiroteio e apresentava uma pequena abrasão nos dedos anelar e mínimo da mão esquerda. Bao também observou que os joelhos da calça de Martin estavam manchados.

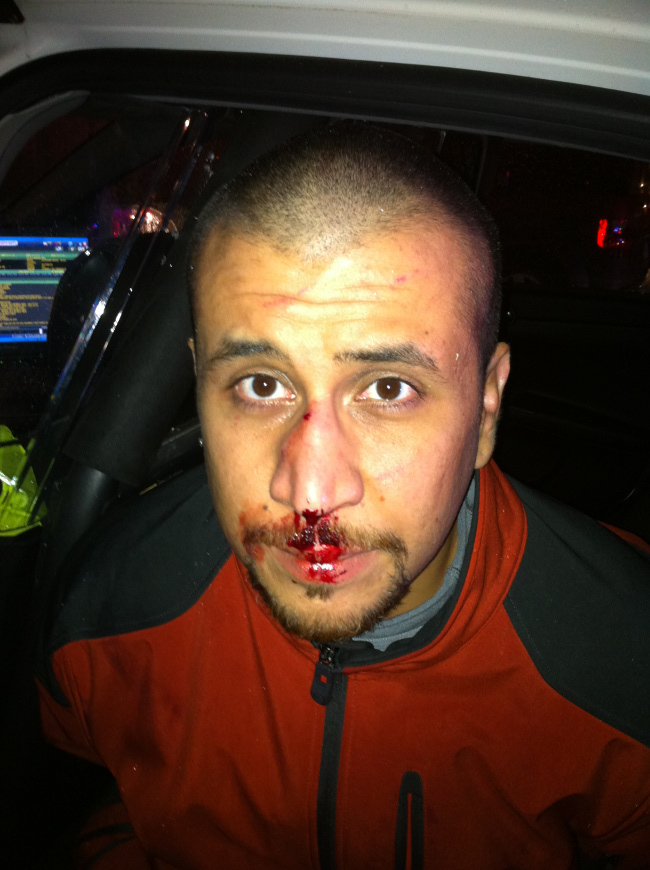
Imagem dos ferimentos de George Zimmerman após o tiroteio.

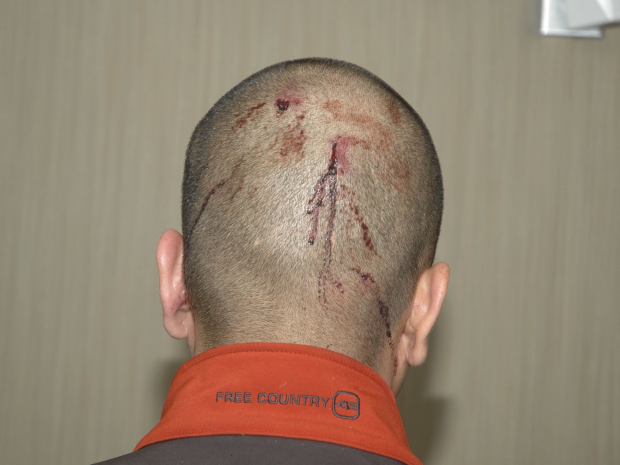
Imagem dos ferimentos de George Zimmerman após o tiroteio.

A Dra. Valerie Rao, médica legista que analisou vídeos e fotografias dos ferimentos de Zimmerman, testemunhou que considerava as lesões de Zimmerman "insignificantes" e "não ameaçadoras à vida". Ela afirmou que a cabeça de Zimmerman pode ter colidido com o concreto apenas uma vez e que os ferimentos eram tão leves que não eram consistentes com uma força grave.
Anthony Gorgone, analista de laboratório criminal do Departamento de Aplicação da Lei da Flórida, testemunhou que não encontrou vestígios do DNA de Zimmerman em raspagens retiradas das unhas de Martin. Gorgone afirmou que encontrou o DNA de Zimmerman e de Martin na camiseta cinza que Martin usava, e o DNA de ambos também foi identificado na jaqueta de Zimmerman. Ele informou que o DNA de Zimmerman foi encontrado no cabo da arma, mas o de Martin não estava presente.
Hirotaka Nakasone, especialista em análise de voz, foi chamado pelo Ministério Público após ter testemunhado pela defesa durante a audiência Frye. Nakasone afirmou que as gravações dos gritos nas chamadas para o 911 eram de baixa qualidade devido à distância do telefone e à compressão introduzida pelo celular. Ele identificou 45 segundos de gravação entre o início dos gritos e o disparo, dos quais cerca de 19 segundos eram gritos efetivos, com 3,5 segundos isoláveis para análise. Nakasone testemunhou que não era possível realizar análise de voz com esses dados, pois eram "inadequados para comparação de voz", que geralmente requer 30 segundos de material. Ele também afirmou que a estimativa de idade por audição ou análise de tom tem uma alta margem de erro. Nakasone explicou que uma pessoa familiarizada com uma voz pode reconhecê-la e identificá-la mais facilmente do que alguém não familiarizado. Ele destacou que, para essas amostras, alguém que tivesse ouvido a pessoa em diversas situações — falando, pronunciando ou gritando em circunstâncias semelhantes — poderia reconhecer o locutor com maior precisão. No contrainterrogatório, Nakasone afirmou que o viés do ouvinte pode afetar a confiabilidade do "reconhecimento de voz familiar", especialmente quando várias pessoas tentam identificar uma voz em conjunto. Ele também declarou que a repetição da mesma palavra é geralmente inadequada para análise, pois não há uma quantidade suficiente de fonemas para identificar a voz. Nakasone explicou que os gritos foram emitidos sob "extrema pressão" e em uma "situação de risco de vida", e que, devido a mudanças fisiológicas durante gritos em situações de perigo, qualquer análise baseada nesses gritos não era viável. Ele também afirmou que estimar a idade com base em gritos como esses seria "muito, muito desafiador" e geralmente não seria tentado.

### Testemunhos de vizinhos
Selene Bahadoor, moradora do Retreat at Twin Lakes e profissional de tecnologia da informação em um hospital, estava em casa com parentes e amigos na noite do tiroteio. Ela testemunhou que ouviu ruídos do lado de fora, movendo-se do sul (esquerda) para o norte (direita), em direção ao topo do "T" (onde dois caminhos se encontravam). Bahadoor foi até a janela, mas não viu nada, então se dirigiu à porta de correr de vidro e observou "figuras e braços se debatendo". Ela notou que duas pessoas pareciam estar de pé, mas estava escuro demais para identificá-las ou distinguir suas roupas. Bahadoor relatou ter ouvido algo que soava como "Não" e voltou à cozinha para desligar o fogão. Ao ouvir um disparo, retornou à porta de correr e viu alguém deitado na grama, de bruços. Ela observou outros vizinhos olhando a cena e, posteriormente, a polícia chegou, mas ela não saiu de casa. Bahadoor afirmou que conhecia Zimmerman como integrante da vigilância comunitária. No contrainterrogatório, conduzido por O'Mara, ela confirmou que discutiu seu testemunho com a polícia e não se lembrava se mencionou o movimento de sul para norte em sua entrevista inicial com Chris Serino ou com o FDLE. Ao serem apresentados os registros dessas entrevistas, eles indicavam apenas "correndo", sem menção à direção. Bahadoor disse que mencionou o movimento de esquerda para direita (sul para norte) à sua irmã. Ela também revelou que curtiu a página "Justice4Trayvon" no Facebook e assinou uma petição no Change.org, mas afirmou ter empatia por ambas as famílias. Bahadoor reiterou que estava escuro demais para identificar os envolvidos ou suas posições. Em redirecionamento, ela esclareceu que não havia sido questionada anteriormente sobre a direção do movimento e que não se apresentou antes porque não queria exposição pública. No re-contrainterrogatório, ela mencionou que concedeu uma entrevista para a televisão nacional, mas que não foi ao ar.
Jayne Surdyka, vizinha no Retreat, estava em seu quarto no andar superior no momento do incidente. Ela foi fechar a janela devido à chuva intensa quando ouviu uma voz "dominante" e alta. Ao reabrir a janela para olhar o pátio, ouviu uma voz que soava "irritada, muito agitada", mas não conseguiu distinguir palavras. Surdyka apagou as luzes para reduzir o reflexo e melhorar a visibilidade, e viu dois homens no chão, um sobre o outro. Ela ouviu um grito por ajuda, que acreditava ser de "um garoto", seguido de "pop, pop, pop". Surdyka testemunhou que viu um dos homens se levantar e segurar a cabeça, enquanto o outro permaneceu no chão, de bruços. Sua chamada para o 911 foi reproduzida.
No contrainterrogatório, a defesa perguntou sobre os gritos por ajuda, e Surdyka confirmou que ouviu apenas dois gritos: um pedindo ajuda e um "gemido" antes do disparo. West perguntou se ela havia ouvido outras chamadas para o 911 e gritos anteriormente, e se a voz alta poderia ser de alguém falando ao celular no vento, ao que ela respondeu: "Acho que sim." Surdyka esclareceu que houve um intervalo de cinco a dez minutos entre a voz alta inicial e a discussão e luta posteriores, presumindo que era a mesma voz. Ela afirmou que, durante a discussão, a voz "alta" iniciou e uma voz "suave" respondeu. Surdyka observou que, com as luzes da varanda apagadas, o quintal estava "completamente escuro", mas ela conseguia ver que a pessoa por cima usava uma camisa ou jaqueta escura ou preta. West questionou como reconciliar a ferida no peito de Martin com seu testemunho de que Zimmerman se levantou, estando por cima, com Martin de bruços por baixo. Ele insistiu que Surdyka assumiu qual voz pertencia a quem, mas ela respondeu que sentia que a voz agressiva era "de um homem" e a outra, mais aguda, era "de um garoto".
Jeannee Manalo estava com sua família assistindo TV na sala de sua casa no Retreat no momento do incidente. Ela relatou ter ouvido um som de "uivo" e olhou pela porta de correr, mas não viu nada devido à escuridão. Mais tarde, ouviu gritos que acreditava serem pedidos de "ajuda". Ao olhar novamente, não viu nada, mas ouviu sinais de luta. Após ouvir os gritos de "ajuda", voltou a assistir TV e só olhou novamente após o disparo. Então, observou duas pessoas na grama, com um vizinho do lado de fora perguntando se deveria ligar para o 911. Manalo testemunhou que não notou o tamanho dos envolvidos na hora, mas, após ver as notícias, acredita que Zimmerman estava por cima. Ela não conseguiu identificar quem gritava por ajuda. Após o disparo, olhou novamente, e seu marido saiu, retornando para pegar uma sacola plástica do Walmart para ser usada na RCP. No contrainterrogatório, Manalo disse que os ruídos pareciam se aproximar durante o incidente, movendo-se do topo do "T" ligeiramente para o sul. West questionou diferenças entre suas lembranças atuais e as declarações dadas em entrevistas com investigadores na época, nas quais ela não descreveu os tamanhos dos indivíduos nem os comparou. West perguntou sobre sua observação de Zimmerman após o incidente, referindo-se a uma foto de seus ferimentos, mas Manalo respondeu que não viu bem o rosto dele naquela noite. West perguntou quais fotos ela usou para formar sua percepção dos tamanhos relativos de Martin e Zimmerman. Manalo afirmou que viu fotos de corpo inteiro de Zimmerman na delegacia e fotos de Martin com "capuz", "Hollister" e "futebol". Ela não viu as imagens de Martin do vídeo de vigilância do 7-Eleven. Manalo disse que só viu fotos dos ferimentos de Zimmerman, incluindo uma tirada por seu marido, mais tarde. Ela admitiu que poderia estar errada na comparação de tamanhos, dizendo: "Não sei quem é maior agora." Manalo esclareceu que sua opinião sobre os tamanhos de Martin e Zimmerman na noite do incidente foi baseada em fotos antigas de Martin. Após várias rodadas de perguntas, ela afirmou que sua opinião sobre os tamanhos era baseada nas fotografias, mas que a pessoa que estava por cima se levantou.

Jennifer Lauer, que trabalhava com imobiliário e residia no Retreat at Twin Lakes na época do incidente, testemunhou que estava em sua sala assistindo ao programa The Celebrity Apprentice [en] na televisão com o volume "bem alto". Ela afirmou que não viu nada, pois as persianas estavam fechadas, e que seu depoimento se baseava no que ouviu. Lauer ouviu vozes em seu quintal, mas não conseguiu distinguir palavras ou determinar quantas pessoas falavam, embora presumisse que eram duas devido ao padrão da conversa. Ela relatou que os sons vinham da esquerda (norte) do lado de fora de sua janela. Segundo Lauer, ambas as vozes tinham volume semelhante e pareciam "agitadas" em vez de "confrontacionais". Ela então silenciou a TV e imediatamente começou a ouvir barulhos de "arrastar" (como "jogar basquete no asfalto") e sons de sapatos no pavimento e na grama. Lauer disse que ouviu "grunhidos" e "luta", ou rolamentos na grama, que se aproximavam. Esses grunhidos gradualmente se transformaram em "gemidos". Lauer e seu marido (então noivo) ligaram para o 911 cerca de trinta segundos após ela silenciar a TV. Ela se afastou da janela para que sua ligação não fosse ouvida do lado de fora e, durante a chamada, relatou ouvir gritos por ajuda e um disparo. Lauer afirmou que havia apenas uma voz gritando por ajuda, mas não conseguiu identificar de quem era, e que os gritos cessaram com o disparo. Ela e o marido subiram para o andar superior por segurança e não olharam pela janela. Lauer testemunhou que ouviu seu vizinho, John Good, do lado de fora, dizendo algo como "O que está acontecendo?" enquanto os gritos continuavam. Ela afirmou que não ouviu ninguém dizer "Você vai morrer, filho da mãe" ou algo semelhante. A ligação de Lauer para o 911 foi reproduzida para o júri. 
 Após a ligação, ela ouviu conversas do lado de fora e alguém dizendo "Pegue minha arma". Lauer informou que, ao passar pela frente de sua casa, os números do endereço são visíveis da calçada, mas podem ser obstruídos dependendo de onde se está. Ela também mencionou que havia apenas três ruas na comunidade. Lauer disse que conhecia Zimmerman por seu papel no conselho da associação de moradores, mas nunca o encontrou formalmente. Ela tinha um leve conhecimento da vigilância comunitária e da participação de Zimmerman, mas sem detalhes. Lauer afirmou que não podia identificar os gritos como sendo de Zimmerman, pois nunca o ouviu gritar nas reuniões. No contrainterrogatório, O'Mara esclareceu que o que primeiro chamou sua atenção foi uma conversa alta perto do "T", em um diálogo de vai e vem, mas ela não conseguiu distinguir palavras. Especificamente, Lauer disse que não ouviu ninguém dizer "Por que você está me seguindo?" ou "O que você está fazendo aqui?". Ela confirmou que os gritos por ajuda ou gemidos começaram antes de sua ligação para o 911. Lauer afirmou que sua capacidade de ouvir os gritos ao vivo era melhor do que nas gravações do 911. Ela disse que a pessoa gritando por ajuda "estava em perigo" e "precisava de ajuda".

Jonathan (John) Good, vizinho no Retreat, testemunhou que ouviu um barulho fraco do lado de fora, mas não conseguiu identificar a direção. Conforme o som aumentava, ele olhou pelas persianas, abriu a porta e viu "algum tipo de briga" com os envolvidos no chão. Good gritou "O que está acontecendo?" e "Parem com isso" enquanto começava a sair. Ele relatou que o participante vestindo "roupas escuras ou pretas" estava por cima, e o que usava "vermelho ou branco" estava por baixo, sendo este último de pele mais clara. Ele descreveu a pessoa por cima com as pernas abertas sobre a pessoa por baixo, que estava deitada de barriga para cima. Good não ouviu sons de pancadas, mas viu "movimentos de braço para baixo, várias vezes", que pareciam "socos" da pessoa por cima. Ele ouviu um grito de "ajuda" da pessoa por baixo, e Good disse "Parem" e que iria ligar para o 911. Ele voltou para dentro de casa para fazer a ligação, mas ouviu um disparo antes de completá-la. A ligação de Good para o 911 foi reproduzida para o júri.
 Good testemunhou que sua menção anterior a "estilo MMA" referia-se à posição da pessoa por cima, com as pernas abertas, golpeando a pessoa por baixo. Ele afirmou que não viu a pessoa por cima batendo o corpo ou a cabeça da pessoa por baixo no concreto. Good disse que os gritos por ajuda nas gravações de outras chamadas para o 911 não pareciam iguais aos que ouviu. No contrainterrogatório, ele declarou que não podia garantir que outros golpes ou batidas na cabeça não ocorreram, apenas que não viu com clareza suficiente para afirmar que aconteceram. Usando fotos de Zimmerman e Martin daquela noite, ele identificou Martin como a pessoa por cima e Zimmerman como a pessoa por baixo. O advogado de defesa West pediu que Good revisasse um esboço da cena e das posições dos envolvidos que ele fez logo após o incidente. Entre o momento em que Good esteve do lado de fora e o início de sua ligação para o 911, ele subiu as escadas e percorreu um corredor para pegar o telefone, momento em que olhou por uma janela e viu o corpo de Martin no chão. Good afirmou que, em sua opinião, era a voz de Zimmerman gritando por ajuda.
Jonathan Manalo, cuja esposa testemunhou anteriormente, relatou ao júri que foi a primeira pessoa a fazer contato com Zimmerman após o tiroteio. Manalo disse que Zimmerman estava calmo e fácil de entender antes da chegada da polícia. Ele afirmou que, assim que viu Zimmerman, ele começou a explicar o que aconteceu. Manalo testemunhou que Zimmerman lhe disse que agiu em legítima defesa ao atirar em Martin. Ele também relatou que, após a chegada da polícia, Zimmerman pediu que ele ligasse para sua esposa e dissesse a ela: "Eu atirei em alguém".

### Testemunho de Rachel Jeantel
Rachel Jeantel, identificada como Testemunha nº 8, era amiga de Trayvon Martin desde o ensino fundamental e médio.
Jeantel declarou que estava ao telefone com Martin durante o incidente e que conversaram enquanto ele estava em uma loja de conveniência 7-Eleven. A ligação foi interrompida, mas Martin a contatou novamente. Durante a segunda chamada, Martin mencionou que um homem o observava, mas Jeantel não considerou isso preocupante. Ela perguntou como era o homem, e Martin o descreveu como "um branco assustador" (no original, "creepy-ass cracker"). Jeantel aconselhou Martin a se afastar, temendo que pudesse ser "um estuprador". Segundo ela, Martin disse que "o cara ainda está me seguindo", e que tentaria despistá-lo para retornar à casa onde estava hospedado. Enquanto permanecia ao telefone, Martin disse: "O cara está atrás de mim". O suposto perseguidor reapareceu, e Martin perguntou: "Por que você está me seguindo?". Jeantel ouviu um homem ofegante dizer: "O que você está fazendo por aqui?". Ela chamou por "Trayvon, Trayvon" e ouviu Martin dizer "sai de cima, sai de cima". Jeantel relatou que o fone de Martin caiu, e a ligação foi encerrada após ele repetir "sai de cima". Ela não voltou a falar com Martin. Jeantel também afirmou que os gritos ouvidos em uma chamada ao 911 eram de Martin, pois "Trayvon tinha uma voz meio infantil".
Durante o contrainterrogatório conduzido pelo advogado de defesa Don West, Jeantel admitiu ter mentido sobre os motivos de não comparecer ao funeral de Martin, explicando que se sentia culpada e não queria ver o corpo. West perguntou por que ela não chamou a polícia após a ligação ser interrompida. Jeantel respondeu: "Pensei que ele ficaria bem, porque estava perto da casa do pai dele". West também questionou o que ela ouviu por último, descrito como "algo batendo em alguém". Jeantel afirmou que "Trayvon foi atingido", mas, quando West a confrontou, dizendo "Você não sabe disso, sabe?", ela respondeu: "Não, senhor".
West também perguntou sobre o termo "creepy ass cracker" (branco assustador). Ele indagou: "As pessoas com quem você convive chamam brancos de 'creepy ass crackers'?". Jeantel respondeu: "Não creepy, mas cracker, sim". Quando West perguntou se era comum em sua comunidade chamar brancos de "cracker", ela confirmou: "Sim, senhor". Sobre o termo ser um comentário racial ou ofensivo, Jeantel negou, dizendo que "creepy ass cracker" não era racial e que se referia a "um pervertido". Ela também revelou que só mencionou o uso do termo por Martin um ano após o incidente.
O advogado de Zimmerman sugeriu que Martin poderia ter mentido para Jeantel para ocultar a intenção de atacar Zimmerman. Jeantel respondeu: "Isso é muito idiota, senhor. Muito idiota fazer isso. Por que raios – Trayvon não sabia".
Durante o julgamento, foi apresentada uma carta endereçada a Sybrina Fulton, mãe de Trayvon, como evidência. A carta, escrita em letra cursiva e assinada com o nome impresso "Diamond Eugene", detalhava o que supostamente foi ouvido em uma ligação momentos antes do confronto entre Martin e Zimmerman. Jeantel afirmou que a carta era dela, preparada com ajuda de uma amiga. No entanto, quando solicitada a ler a carta para confirmar seu conteúdo, ela admitiu: "Não sei ler cursiva". Jeantel esclareceu que "Diamond Eugene" era seu apelido.
Em dezembro de 2019, Zimmerman abriu um processo alegando que Jeantel prestou falso testemunho no lugar de sua meia-irmã, Brittany Diamond Eugene, que, segundo o processo, seria a verdadeira namorada de Trayvon Martin na época de sua morte. O processo foi arquivado.

## Caso da defesa
Em 5 de julho, a defesa começou a apresentar seu caso ao júri.

### Testemunhos
Gladys Zimmerman, mãe de Zimmerman, foi a primeira testemunha da defesa a depor. Após ouvir a chamada ao 911, O'Mara perguntou de quem era a voz ao fundo. Ela testemunhou: "É meu filho, George." Ela também afirmou: "A forma como ele está gritando descreve para mim angústia, medo. Eu diria terror." No contrainterrogatório, Bernie de la Rionda perguntou à mãe de Zimmerman se ela já havia ouvido seu filho gritar antes. Ela respondeu: "Não por socorro", mas estava "certa de que é a voz de George".
Sondra Osterman, esposa do amigo de Zimmerman, Mark Osterman, testemunhou que a voz gritando por socorro na fita do 911 era "definitivamente" de Zimmerman. Ela afirmou: "Sim, definitivamente, é o Georgie, eu o ouço, eu o ouço gritando." Osterman também disse que conhecia Zimmerman desde 2006, quando trabalharam juntos em uma empresa de hipotecas. Quando questionada sobre o livro de seu marido sobre o tiroteio, ela afirmou que isso não afetou seu testemunho. Ela declarou: "Eu não mentiria por ele ou por qualquer pessoa." Também testemunhou que o uso de um palavrão por Zimmerman na chamada ao 911 não indicava má vontade ou ódio. Ela disse: "Não acho que ele estava com raiva."
Mark Osterman, amigo de Zimmerman e agente federal de segurança aérea [en], testemunhou que ouviu Zimmerman gritando ao fundo da chamada ao 911. Ele afirmou: "Parecia o George." Também declarou que discutiu segurança com armas com Zimmerman e o levou a um estande de tiro. Osterman disse que Zimmerman era "muito seguro o tempo todo" com sua arma de fogo. Quando questionado sobre a arma de Zimmerman, Osterman afirmou: "É uma arma confiável", e disse que recomendou a Zimmerman manter uma munição na câmara. Durante o contrainterrogatório por Bernie de la Rionda, Osterman disse que não sabia quantas cópias de seu livro, Defending our Friend; the Most Hated Man in America, foram vendidas e afirmou que todos os lucros seriam destinados a Zimmerman.
Geri Russo, amiga de Zimmerman que já havia trabalhado com ele, testemunhou que era Zimmerman gritando por socorro na fita do 911. Ela declarou: "Reconheço sua voz, já o ouvi falar muitas vezes, não tenho dúvida de que é a voz dele." Leanne Benjamin e John Donnelly, amigos de Zimmerman e casados, testemunharam separadamente que era Zimmerman gritando por socorro na fita do 911. Benjamin, que já trabalhou com ele, afirmou: "Conheço sua voz, sei como é sua voz quando ele fica animado ou alto." Donnelly disse que achou "angustiante" ouvir a fita do 911 devido à sua experiência de combate no Vietnã e afirmou: "Não tenho absolutamente nenhuma dúvida de que é George Zimmerman, e gostaria de Deus que não tivesse a capacidade de entender isso." Donnelly também testemunhou que contribuiu com dinheiro para o fundo de defesa de Zimmerman e comprou ternos para Zimmerman usar no julgamento.
Jorge Meza, tio de Zimmerman, ex-sargento-mor do Exército dos EUA e atualmente empregado pelo Escritório do Xerife do Condado de Orange, testemunhou que conhecia Zimmerman desde "5 de outubro de 1983. O dia em que ele nasceu." Meza disse que estava trabalhando em seu computador no último ano quando ouviu a voz de Zimmerman em uma notícia transmitida na televisão que sua esposa assistia. Meza afirmou que reconheceu a voz instantaneamente, sem estar assistindo à notícia ou saber que era sobre seu sobrinho. Sobre a voz, ele disse: "É a maneira única como você reconhece um membro da família quando ele ri, quando chora, esse foi o momento em que reconheci que era George gritando por socorro. Aquela voz simplesmente veio e me atingiu." Ele também testemunhou: "Me atingiu a forma como ouvi isso, mas mais do que ouvi, senti no meu coração. Eu disse, é o George."
Adam Pollock, dono de uma academia de kickboxing onde Zimmerman treinava, testemunhou que Zimmerman era "grosseiramente obeso" e nada atlético. Pollock também disse: "Ele era um homem grande, com sobrepeso, muito agradável, muito gentil, mas fisicamente fraco e predominantemente gordo, sem muito músculo, sem muita força." Ele afirmou que Zimmerman frequentava a academia para perder peso e entrar em forma. Pollock foi solicitado a demonstrar ao júri o método de luta de artes marciais mistas conhecido como "ground and pound", e mostrou ao júri montando sobre O'Mara no chão da sala do tribunal.
Olivia Bertalan, ex-vizinha de Zimmerman no condomínio The Retreat at Twin Lakes, testemunhou que foi vítima de uma invasão domiciliar na comunidade fechada. Bertalan disse que se escondeu no quarto de seu filho enquanto dois adolescentes invadiram sua casa. Após o roubo, ela disse que Zimmerman foi até sua casa e ofereceu uma fechadura para sua porta de correr de vidro. Bertalan também testemunhou que Zimmerman sugeriu que ela passasse tempo com sua esposa se estivesse com medo de ficar sozinha em casa durante o dia. Ela estimou que discutiu o roubo com Zimmerman cerca de 20 vezes após o ocorrido.

### Chamada ao 911
Chris Serino testemunhou que Tracy Martin, pai de Trayvon Martin, indicou que a voz ouvida gritando na chamada ao 911 não parecia ser de seu filho. Serino afirmou que reproduziu a chamada ao 911 para Tracy Martin no Departamento de Polícia de Sanford alguns dias após 26 de fevereiro de 2012. Ele disse que, após ouvir a chamada, Martin ficou "emotivo". Serino também testemunhou que perguntou a Martin se a voz gritando na chamada parecia ser de seu filho. Segundo ele, a resposta de Martin foi mais "verbal e não verbal", e que "ele desviou o olhar e, sob seu sussurro, como interpretei, disse não". Durante o contrainterrogatório, Bernie de la Rionda sugeriu a Serino que Tracy Martin poderia estar em negação sobre a morte de seu filho, o que explicaria o "não". Serino respondeu: "Pode ser percebido como negação."
Doris Singleton, que testemunhou a reunião na delegacia entre Serino e Tracy Martin, declarou: "Não sei as palavras exatas, mas Tracy Martin estava dizendo a Chris que não era a voz de seu filho. Ele estava muito abalado, muito triste, baixou a cabeça, chorou." Singleton também testemunhou que ficou "engasgada" ao ver Martin ouvir a fita. Tracy Martin testemunhou que, durante sua reunião com Serino para ouvir a chamada ao 911, nunca disse que não reconhecia a voz de seu filho. Martin afirmou que estava inseguro e disse: "Não posso afirmar." Ele declarou que, após ouvir a chamada ao 911 pelo menos 20 vezes no escritório do prefeito de Sanford, tinha certeza de que era a voz de seu filho.
Norton Bonaparte, gerente municipal de Sanford, testemunhou sobre ter convidado a família de Trayvon Martin para ouvir a chamada ao 911 antes de sua divulgação ao público e à mídia. Bonaparte disse que o prefeito também estava presente na reunião na prefeitura, e que foi solicitado que oficiais de aplicação da lei não participassem. Ele também afirmou que reproduziu as fitas do 911 como cortesia para a família Martin antes de serem tornadas públicas. Bonaparte declarou que, durante a reprodução da fita, nenhuma das reações dos familiares foi gravada.
Bill Lee, ex-chefe de polícia de Sanford, testemunhou que recomendou que a fita da chamada ao 911 fosse reproduzida para a família de Martin individualmente, em vez de em grupo, para evitar influências indevidas. Lee disse que se ofereceu para estar presente quando a fita fosse reproduzida, mas o gerente municipal recusou a presença dele ou de outros oficiais de polícia. Ele afirmou que era raro o prefeito e o gerente municipal se envolverem em investigações policiais. O ex-chefe de polícia também testemunhou que "as evidências no testemunho nos deram uma indicação de quem estava gritando na fita."

### Análises de especialistas
Dr. Vincent Di Maio, um patologista forense e especialista em ferimentos por arma de fogo, testemunhou que o ferimento a bala de Martin era consistente com a narrativa de Zimmerman de que Martin estava por cima dele e inclinado sobre ele quando foi baleado. As evidências do disparo indicaram que a roupa de Martin estava a dois a quatro polegadas de seu corpo quando ele foi baleado, disse Di Maio: "Se você se inclina sobre alguém, a roupa tende a se afastar do peito; se, em vez disso, você está deitado de costas e alguém atira em você, a roupa estará contra o peito." Di Maio afirmou que examinou fotografias, relatórios de autópsia e toxicologia e concluiu que as evidências eram consistentes com as declarações de Zimmerman à polícia. Ele testemunhou que a trajetória da bala atravessou o lado esquerdo de Martin, parte de seu coração e atingiu uma porção do pulmão direito. Di Maio declarou: "As evidências médicas... são consistentes com a declaração dele [de Zimmerman]."
Di Maio também testemunhou que Zimmerman tinha pelo menos seis ferimentos da luta: dois cortes na cabeça, dois ferimentos nas têmporas e ferimentos no nariz e na testa. Ele disse que esses ferimentos eram consistentes com Zimmerman tendo a cabeça batida contra uma calçada, e que tais ferimentos podem ser perigosos. Di Maio afirmou que é possível sofrer trauma sem ferimentos visíveis, declarando: "Você pode sofrer trauma grave na cabeça sem lesões externas, na verdade." Ele disse que o nariz de Zimmerman pode ter sido fraturado, o que era consistente com Zimmerman sendo socado no nariz. O patologista testemunhou que Martin viveu no máximo três minutos após o disparo e provavelmente esteve consciente por pelo menos 10 a 15 segundos. Di Maio disse que alguém pode ser capaz de mover os braços após receber um ferimento a bala semelhante. Di Maio também testemunhou que, se roupas coletadas como evidência estiverem molhadas e embaladas em sacos plásticos, e não em sacos de papel, isso pode arruinar as amostras, pois "as bactérias se multiplicam, você tem mofo e cheira muito mal."
Dennis Root, ex-policial com treinamento em armas de fogo e autodefesa e especialista em uso da força, testemunhou que a luta entre Zimmerman e Martin durou cerca de 40 segundos e foi marcada por um alto nível de medo e ansiedade. Root disse: "É muito tempo para estar envolvido em qualquer tipo de altercação física." Ele acrescentou: "Se você não concluiu a luta com sucesso, se não venceu a luta em 30 segundos, mude de tática, porque as táticas que você está usando não estão funcionando."

### Conclusão
A defesa de Zimmerman apresentou sua última testemunha, Robert Zimmerman, pai de Zimmerman, que testemunhou que acreditava que era seu filho gritando na fita do 911. George Zimmerman foi então questionado pelo juiz sobre testemunhar em sua própria defesa e declarou: "Após consultar meu advogado, [decidi] não testemunhar, meritíssimo." A defesa concluiu seu caso na quarta-feira, 10 de julho.

## Pedidos de absolvição
Após a promotoria concluir seu caso, a defesa apresentou um pedido de absolvição, argumentando que a promotoria não forneceu evidências suficientes para provar assassinato além de uma dúvida razoável. Após ouvir os argumentos de ambas as partes, o pedido foi negado pelo juiz.

### Segundo pedido de absolvição
Após a defesa concluir seu caso, um segundo pedido de absolvição foi apresentado, com a defesa solicitando que o estado fornecesse sua narrativa do evento, que excluísse uma situação de legítima defesa. O juiz decidiu que havia evidências suficientes para que o caso prosseguisse para o júri.

## Alegações finais

### Argumento da promotoria
O promotor Bernie de la Rionda iniciou sua alegação final na sexta-feira, 12 de julho, dizendo aos jurados que "um adolescente está morto sem culpa própria" porque Zimmerman fez suposições sobre Martin e agiu com base nelas. Rionda afirmou ao júri que Zimmerman perfilou Martin como um criminoso e presumiu certas coisas, que Martin estava tramando algo, e isso levou à morte de Martin. De la Rionda argumentou que Zimmerman tomou a lei em suas próprias mãos, acusando Zimmerman de seguir Trayvon Martin porque queria ser policial e derrubar alguém que ele "perfilou" como criminoso. O promotor também destacou inconsistências nas declarações de Zimmerman, chamando o réu de "mentiroso".

### Argumento da defesa
Mark O'Mara começou suas alegações finais pedindo aos jurados que usassem o bom senso ao considerar as evidências do confronto entre Zimmerman e Martin. O'Mara argumentou ao júri para não "preencher lacunas" ou "ligar os pontos", mas para se ater aos fatos ao deliberar o veredicto. Ele disse aos jurados que não se pode evitar uma primeira impressão e que "o que vocês precisam fazer é ser vigilantes, diligentes ao decidir este caso." O'Mara afirmou que Zimmerman "não é culpado de nada além de proteger sua própria vida". Ele também mostrou um pedaço de concreto ao júri, dizendo que Martin não era um adolescente desarmado quando supostamente bateu a cabeça de Zimmerman contra a calçada. Mark O'Mara perguntou ao júri quantos "poderia ter sido" e "e se" eles ouviram do estado neste caso. Ele também disse ao júri para não dar a ninguém "o benefício da dúvida, exceto para George Zimmerman".

### Réplica da promotoria
O promotor John Guy apresentou a réplica do estado após a defesa concluir suas alegações finais. Guy disse ao júri que, para saber o que aconteceu naquela noite, eles deveriam olhar "no coração do homem adulto e no coração da criança". Ele também argumentou aos jurados que, se Zimmerman tivesse feito o que deveria, nenhum de nós estaria aqui. Guy afirmou que, se Zimmerman realmente quisesse que a polícia pegasse Martin, ele teria ficado em seu carro e esperado pela polícia.

## Instruções ao júri
A juíza Nelson decidiu que a acusação de crime menos grave de homicídio culposo poderia ser considerada pelo júri e seria incluída nas instruções ao júri. A promotoria havia solicitado que uma acusação menos grave de assassinato em terceiro grau, uma ofensa que inclui a prática de abuso infantil, fosse incluída nas instruções ao júri. O advogado de defesa Don West chamou a possível acusação menos grave de "ultrajante" e uma "manobra" do estado, porque eles pediram sua inclusão de última hora. A juíza Nelson decidiu que o júri não poderia considerar a acusação de assassinato em terceiro grau.

## Veredicto
No sábado, 13 de julho de 2013, um dia após o início das deliberações, o júri retornou um veredicto de não culpado tanto para a acusação de assassinato em segundo grau quanto para a acusação menos grave de homicídio culposo. O júri deliberou por 16 horas antes de chegar ao veredicto, que foi lido no tribunal pouco após as 22h Horário Padrão do Leste. Após o anúncio do veredicto, o advogado de defesa Mark O'Mara disse aos repórteres no tribunal que estava extasiado com a decisão do júri. O'Mara agradeceu às autoridades locais, ao júri e ao tempo e esforço que dedicaram ao processo. O advogado de defesa Don West afirmou que ainda estava irritado por Zimmerman ter sido levado a julgamento. West disse que a acusação contra Zimmerman foi "vergonhosa" e que ele estava "entusiasmado por o júri ter evitado que essa tragédia se tornasse uma farsa". Em resposta a uma pergunta da mídia, O'Mara também afirmou que, se Zimmerman "fosse negro, nunca teria sido acusado de um crime".
Quando questionada se Zimmerman havia sido acusado excessivamente no caso, a promotora estadual Angela Corey disse aos repórteres após o veredicto que as alegações contra Zimmerman "se encaixavam" na acusação de assassinato em segundo grau. O promotor de la Rionda afirmou que estava desapontado, mas respeitava o veredicto do júri.

## Comentários dos jurados

### B37
Dois dias após a conclusão do julgamento, uma das juradas (Jurada B37) falou com Anderson Cooper da CNN sobre sua experiência como membro do júri. Ela disse que, em uma votação inicial, três juradas votaram por considerar Zimmerman não culpado, mas duas votaram por considerá-lo culpado de homicídio culposo e uma votou por considerá-lo culpado de assassinato em segundo grau. "havia algumas delas que queriam considerá-lo culpado de algo e, após horas e horas e horas de deliberação sobre a lei, e lendo-a repetidamente, decidimos que simplesmente não havia outro caminho a seguir." As juradas choraram quando entregaram seu voto final ao oficial do tribunal, disse ela.
A Jurada B37 disse a Cooper que acreditava que "aconteceu praticamente como George disse que aconteceu." Ela acreditava no argumento da defesa de que Martin deu o primeiro soco no confronto e que foram os pedidos de ajuda de Zimmerman que foram ouvidos nas gravações da chamada ao 911, e disse que Zimmerman, temendo estar em risco de lesão corporal ou até mesmo de perder a vida, tinha o direito de se proteger. Em resposta às perguntas de Cooper, ela disse que o testemunho do ex-investigador chefe da polícia Chris Serino, de que ele acreditava que Zimmerman estava dizendo a verdade, causou uma forte impressão nela (embora a juíza Nelson tivesse instruído o júri a desconsiderar o comentário de Serino e não levá-lo em conta ao deliberar o veredicto). A Jurada B37 também disse que não acreditava que Zimmerman fez suposições sobre Martin com base na cor de sua pele: "Acho que todos nós pensamos que a raça não desempenhou um papel [...] Nunca tivemos essa discussão." A jurada disse que acreditava que, no final, tanto Martin quanto Zimmerman foram parcialmente responsáveis pelo desfecho. "É uma tragédia que isso tenha acontecido. Mas aconteceu... E acho que ambos foram responsáveis pela situação em que se meteram. Acho que ambos poderiam ter se afastado. Simplesmente não aconteceu."
No mesmo dia em que a entrevista da Jurada B37 com Anderson Cooper foi transmitida, foi anunciado que a Jurada B37 e seu marido advogado haviam contatado um agente literário em 14 de julho, um dia após a conclusão do julgamento, e assinado para escrever um livro sobre o caso. No dia seguinte, a agente literária tuitou que estava rescindindo sua oferta de representação "após cuidadosa consideração". Uma campanha online, particularmente no Black Twitter, para impedir a publicação havia reunido mais de mil assinaturas no change.org. Nem a jurada nem sua agente disseram que a campanha foi o motivo para o cancelamento do projeto. A agente literária divulgou uma declaração da Jurada B37 no Twitter, que dizia que o "isolamento me protegeu da profundidade da dor que existe entre o público em geral sobre todos os aspectos deste caso."
Quatro das outras juradas divulgaram uma declaração dizendo que as opiniões da Jurada B37 não deveriam ser consideradas representativas de suas visões sobre o julgamento.

### B29
A Jurada B29, uma mãe porto-riquenha de 36 anos com oito filhos, que vivia em Chicago na época do tiroteio, foi entrevistada sobre o julgamento em 25 de julho. Ela disse: "George Zimmerman escapou de um assassinato, mas você não pode escapar de Deus. E, no final das contas, ele terá muitas perguntas e respostas com as quais lidar." Ela afirmou que, quando as deliberações começaram, queria condenar Zimmerman por assassinato em segundo grau e manteve sua posição de que ele deveria ser considerado culpado mesmo após todas as outras juradas terem decidido pela absolvição. No entanto, ela disse que, após nove horas de deliberações, percebeu que não havia evidências suficientes para condenar Zimmerman sob a lei da Flórida: "Como a lei me foi lida, se você não tem prova de que ele o matou intencionalmente, você não pode dizer que ele é culpado... você não pode colocar o homem na prisão, mesmo que em nossos corações sentíssemos que ele era culpado." A jurada disse que sentia que devia um pedido de desculpas aos pais de Martin porque achava que os havia decepcionado.

## Resposta pública
O tiroteio e o julgamento envolvendo Trayvon Martin e George Zimmerman tornaram-se altamente controversos e amplamente divulgados, desencadeando um discurso público nacional sobre perfilamento racial, controle de armas e sistemas de justiça. A mídia destacou certos aspectos do caso e do tiroteio, resultando em narrativas específicas; houve uma infinidade de opiniões, protestos e propaganda que perpetuaram o debate e a indignação nacionais.

### A favor do veredicto
Alguns apoiadores de Zimmerman ficaram satisfeitos com o veredicto de não culpado. Apoiadores também estavam do lado de fora do tribunal em Sanford, Flórida, celebrando o veredicto de não culpado. Alguns apoiadores no tribunal disseram que o júri tomou a decisão correta porque sentiam que Zimmerman atirou e matou Martin em legítima defesa.
No entanto, apesar da aceitação ou compreensão do veredicto, muitos (apoiadores ou não apoiadores de Zimmerman) estavam insatisfeitos com as ações de George Zimmerman: Zimmerman foi fortemente criticado por suas possíveis ambições racistas, devido a intérpretes retratarem suas intenções como perfilamento racial, independentemente de ele ter, no final, agido em legítima defesa. Algumas variações da definição de perfilamento racial incluem a noção de que suspeitos são identificados e abordados devido a fatores físicos, comportamentais, psicológicos ou injustificados, como raça.
Na véspera do veredicto, especialistas em direito penal entrevistados pela CNN concordaram que a absolvição era provável. Christopher Darden, promotor no caso de assassinato de O.J. Simpson, disse que o caso da promotoria carecia de evidências: "[Q]uase tudo que a promotoria afirmou neste caso foi abordado pela defesa e refutado. [...] [V]ocê tem que se perguntar, se fosse um jurado neste caso, por que essa acusação foi feita em primeiro lugar? [...] Quero dizer, há apenas enormes buracos no caso da promotoria." A advogada de defesa criminal Diana Tennis concordou, dizendo em parte: "[T]emos uma regra de lei, temos um ônus muito alto em casos criminais por uma razão, independentemente da cor de qualquer parte, e nos EUA você não é condenado tipicamente com evidências que não sejam melhores que estas."
Comparações foram feitas entre o caso de Trayvon Martin e o caso de O.J. Simpson, e como a raça impactou ambos. Durante uma entrevista com Piers Morgan, quando questionada se havia semelhança nos aspectos raciais dos casos, a irmã de Ron Goldman, Kim, disse que todas as evidências apontavam para a culpa no caso de Simpson, enquanto acreditava que o veredicto de não culpado de George Zimmerman era correto porque era um caso de legítima defesa e que o assassinato de Trayvon Martin não tinha motivação racial. Fred Goldman também negou que o racismo tenha desempenhado um papel no assassinato de Trayvon ou no resultado do julgamento de Simpson em uma entrevista.
A advogada e ex-âncora da Court TV Jami Floyd disse à BBC: "Está claro que George Zimmerman perseguiu Trayvon Martin e que ele atirou nele. Mas tudo se resume à questão de quem deu o primeiro soco. Apenas duas pessoas poderiam responder a essa pergunta, e uma delas está morta." Alan Dershowitz disse à BBC que o veredicto foi "correto" porque havia "dúvida razoável" quanto à culpa de Zimmerman. Sobre a promotoria, ele disse a Mike Huckabee: "Ela (Promotora Estadual Angela Corey) apresentou um affidavit que era, se não perjuro, completamente enganador. Ela violou todos os tipos de regras da profissão, e sua conduta beirou a conduta criminosa. [...] No meio do julgamento, ela percebeu que não conseguiria um veredicto de assassinato em segundo grau, então pediu um veredicto de compromisso, por homicídio culposo. E depois, ela foi ainda mais longe e disse que o acusaria de abuso infantil e assassinato doloso. Isso foi um exagero que vai além de qualquer coisa profissionalmente responsável. Ela foi uma das promotoras mais irresponsáveis que vi em 50 anos de litígio, e acredite, vi bons promotores, maus promotores, mas raramente vi um tão ruim quanto essa promotora."
O chefe de assuntos jurídicos da ABC, Dan Abrams [en], chamou de "o veredicto jurídico correto". Ele disse que a promotoria teve um caso difícil desde o início e, "como questão legal, não vejo como eles [o júri] poderiam ter chegado a outro veredicto, considerando como a lei funciona em relação à legítima defesa".
O ex-presidente Jimmy Carter disse que o júri tomou a "decisão certa" com base nas evidências apresentadas pela promotoria. Carter afirmou: "Não é uma questão moral, é uma questão legal, e a lei americana exige que o júri ouça as evidências apresentadas." O presidente Obama disse após o veredicto que "somos uma nação de leis, e um júri falou. Agora peço a todos os americanos que respeitem o chamado por uma reflexão calma de dois pais que perderam seu jovem filho." Após o julgamento, quando surgiram pedidos para processar Zimmerman por uma suposta violação federal de direitos civis, o conselho editorial do Los Angeles Times escreveu que tal medida não era justificada pelas evidências e poderia equivaler a duplo julgamento: "[Zimmerman] não deveria ter presumido que Martin estava tramando algo, e não deveria tê-lo perseguido após um despachante policial avisá-lo para não fazer isso. E, no entanto, nem toda tragédia ou mau julgamento é prova de um crime, muito menos uma violação federal de direitos civis."

### Contra o veredicto
Apoiadores de Trayvon Martin protestaram do lado de fora do tribunal, acompanhados por cânticos e gritos por justiça. Alguns apoiadores de Zimmerman não ficaram satisfeitos com o veredicto, considerando que sentiram que a promotoria não conseguiu provar seu caso além de uma dúvida razoável. O julgamento foi referido por alguns como uma "acusação fracassada", no sentido de que a promotoria deveria ter abordado seu caso de forma diferente para constituir justiça. Críticos especularam que a promotoria acusou George Zimmerman de forma excessiva, e que, se a acusação de Zimmerman tivesse apresentado uma acusação menos grave, como perseguição criminosa, em vez de assassinato em segundo grau, o veredicto de Zimmerman poderia ter sido diferente, apaziguando e satisfazendo aqueles que sentiram que Zimmerman escapou facilmente enquanto a justiça era servida. O pai de Martin, Tracy Martin, tuitou após o anúncio do veredicto: "Mesmo estando com o coração partido, minha fé permanece inabalável, sempre amarei meu bebê Tray."
O líder de direitos civis Jesse Jackson disse que ficou atônito com a decisão e que o Departamento de Justiça deveria intervir para levar o caso a outro nível. Benjamin Jealous, presidente da NAACP, afirmou que conversou com altos funcionários da justiça sobre a possibilidade de apresentar acusações federais de direitos civis contra Zimmerman. Al Sharpton disse que o veredicto foi um "tapa na cara do povo americano" e pediu ação por parte das autoridades federais. O músico Stevie Wonder disse a uma audiência de um show no Canadá após o veredicto que decidiu que, até que a lei de "stand your ground" seja abolida na Flórida, ele nunca mais se apresentaria lá. Wonder também disse à audiência que não se apresentaria em nenhum estado ou parte do mundo onde essa lei existisse. Segundo a CNN, atualmente existem 22 estados que possuem uma versão da lei de "stand your ground", incluindo seu estado natal, Michigan, e o atual estado da Califórnia.

### Críticas à mídia
Enquanto alguns estavam insatisfeitos com o veredicto, outros direcionaram sua insatisfação para a maneira como fontes públicas abordaram aspectos do tiroteio e do caso.
Cerca de três semanas após o Sanford Herald documentar a história, o caso varreu a nação, e publicações e fontes de notícias abordaram imediatamente certos aspectos da situação; por exemplo, algumas fontes de notícias determinaram que Zimmerman "alegou legítima defesa", enquanto outras aceitaram a legítima defesa como um fato em relação às suas ações. Além disso, Zimmerman foi descrito como "branco" apesar de sua identificação como hispânico em certos artigos sem correção, e Trayvon Martin "foi descrito como um adolescente negro de capuz, que novas audiências foram condicionadas a considerar - considerar perigoso"; esses detalhes impactaram as representações do incidente sem evidências empíricas para apoiar suas derivações. A discrepância envolvida no incidente permitiu que os autores preenchessem as lacunas. Por exemplo, autores elaboraram sobre a noção da construção da raça, na qual americanos negros enfrentaram representações injustas em oposição a americanos brancos retratados como salvadores, incentivando assim a indulgência subconsciente de estereótipos não relacionados ao caso em si e seus atributos. Além disso, outros desenvolveram a ideia de que Trayvon Martin foi explorado para que outros ganhassem poder com seu sofrimento, promovendo a raça como uma ferramenta artificial e divisiva. O incidente e o caso provam enfatizar o papel em que as audiências podem derivar narrativas tendenciosas baseadas em conotações de raça, contaminando as evidências utilizadas em casos e assuntos legais.

### Protestos

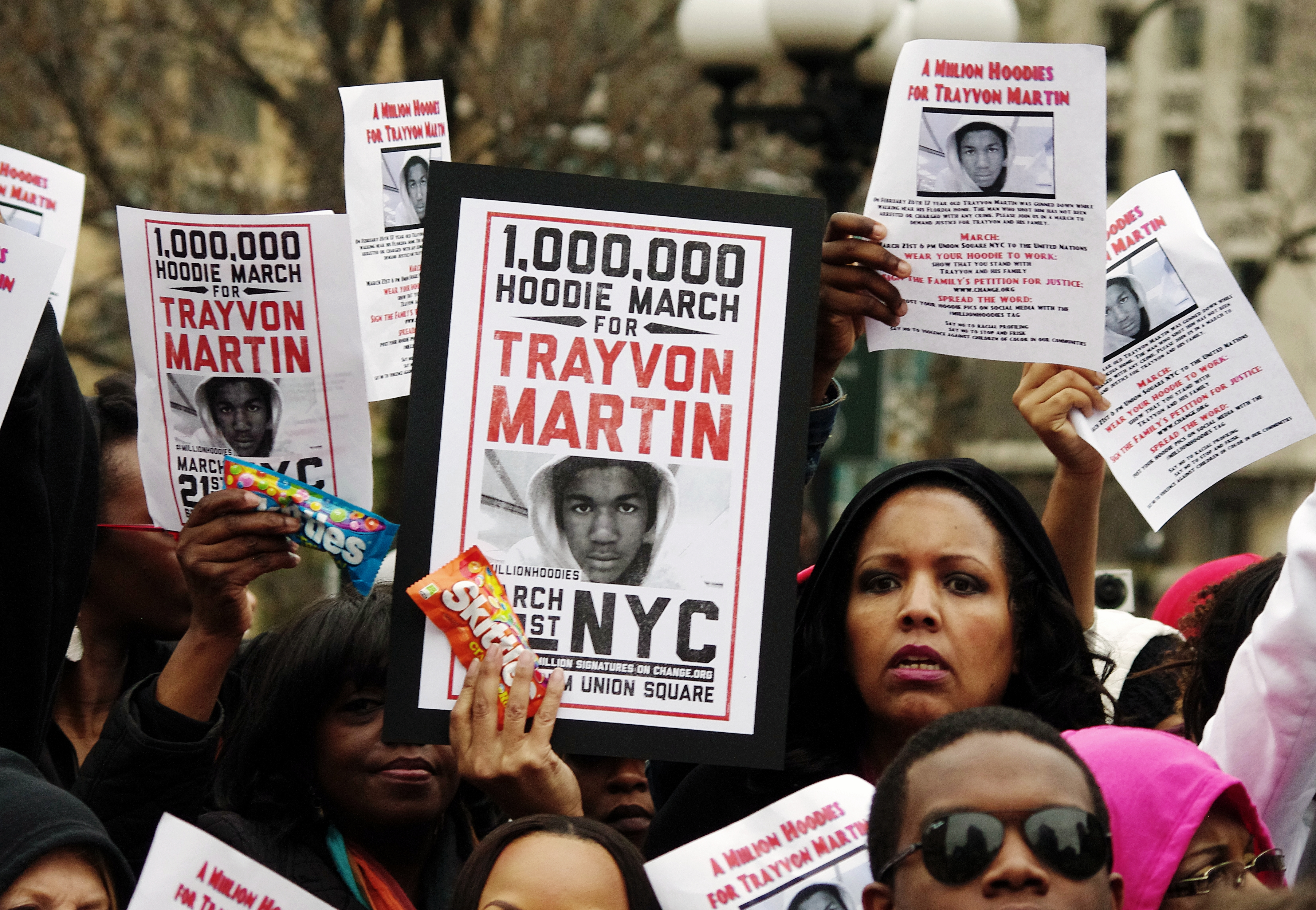
Foto de protesto contra o tiroteio de Trayvon Martin em 2012.

A polícia em Oakland, Califórnia, informou que cerca de cem pessoas protestaram, com alguns manifestantes quebrando janelas e iniciando incêndios nas ruas. Os manifestantes também teriam vandalizado um carro da polícia, queimado uma bandeira americana e uma bandeira do estado da Califórnia, além de picharem um tribunal do condado. Outros protestos em apoio à família Martin ocorreram em Washington, D.C., Los Angeles, São Francisco, Chicago, Denver, Baltimore, Detroit e Nova York, entre outros.
Em resposta à absolvição de Zimmerman, protestos em várias formas surgiram, incluindo filmes e documentários, postagens em redes sociais, e manifestações pacíficas e violentas.

### Black Lives Matter

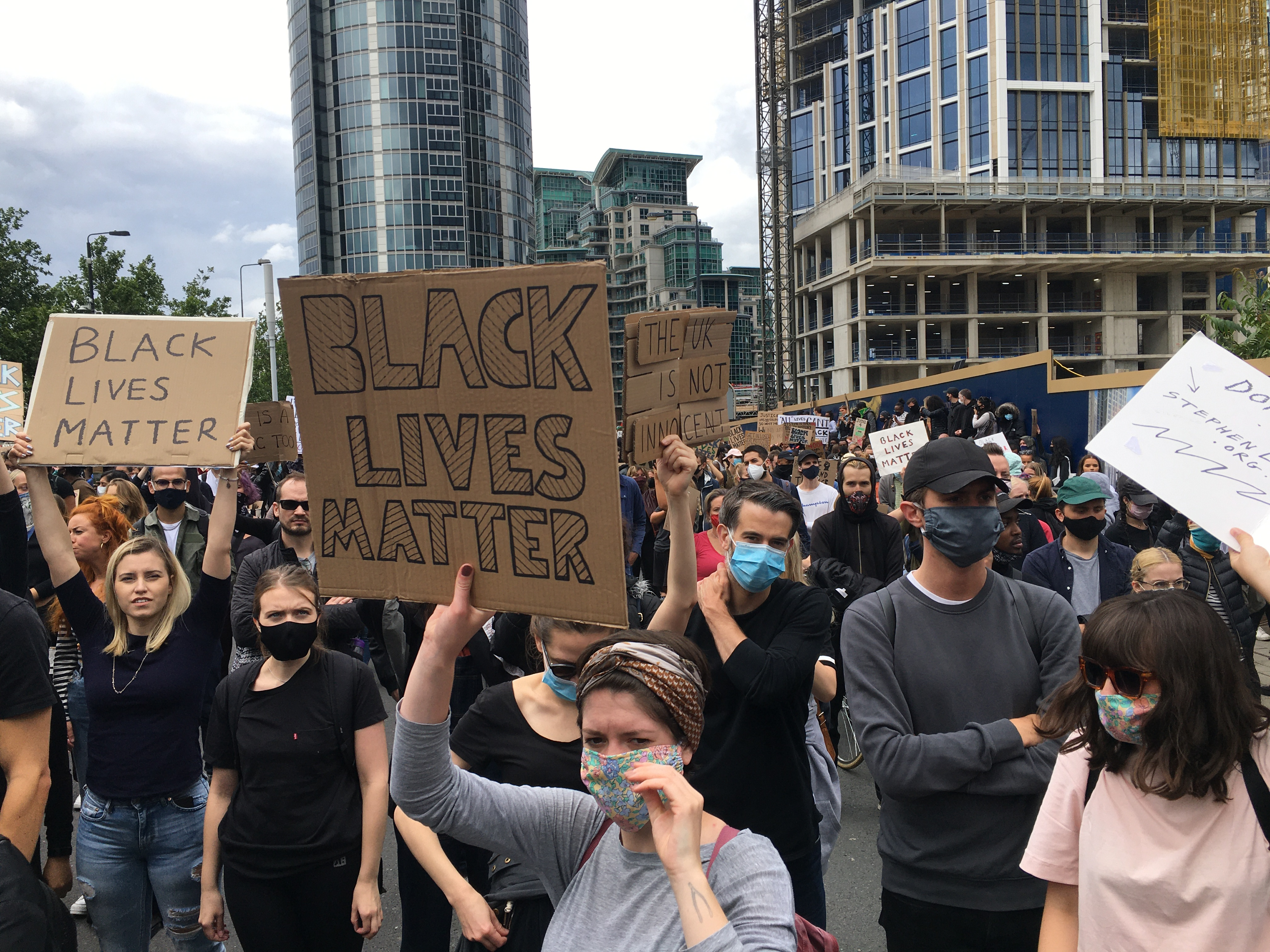
Manifestantes do Black Lives Matter na Embaixada dos EUA em Londres em junho de 2020.

A morte de Trayvon Martin pode ser analisada como um incidente catalisador para o movimento Black Lives Matter. O termo "Black Lives Matter" foi amplamente integrado à literatura social por meio de hashtags no Twitter em resposta à absolvição de Zimmerman, e agora cresceu em prevalência e significado político. Em termos simples, Black Lives Matter pode ser descrito como um movimento ativista no qual os apoiadores lutam pela igualdade, libertação e justiça para pessoas negras. A organização continuou a reconhecer questões de desigualdade racial e a destacar assassinatos policiais generalizados, incluindo Breonna Taylor, George Floyd, Ahmaud Arbery e inúmeros outros. Os efeitos do BLM foram ecoados por países ao redor do mundo, trazendo a brutalidade policial para o centro das atenções públicas e exigindo reflexão sobre os diversos campos que impacta, incluindo economia, moralidade e igualdade. Em relação a Trayvon Martin e George Zimmerman, o movimento proporcionou um canal no qual os manifestantes poderiam exigir justiça e disseminar um poder e força social dentro das comunidades, com seus participantes promovendo um chamado à ação generalizado por meio desses protestos e convenções. O movimento Black Lives Matter foi referido por vários escritores do New York Times como o maior movimento social da história dos EUA.

## Análise e reflexão
Para utilizar o tiroteio e o caso como educação, oficiais e líderes empregam estratégias interconectadas que incorporam conceitos psicológicos e políticos para melhorar seus sistemas. A morte de Trayvon Martin e o julgamento de George Zimmerman incentivaram a reconsideração de certas implicações policiais e estruturas reforçadas para prevenir incidentes semelhantes e, assim, evitar protestos políticos. Por exemplo, o Chefe Joseph H. Lumpkin desenvolve reforços que encorajam uma reflexão significativa sobre o caso, incluindo burocracia representativa, policiamento orientado à comunidade (COP) e meios para recrutamento bem-sucedido, motivações e treinamento de policiais. A burocracia representativa enfatiza a representação ativa de diversos grupos, independentemente das características demográficas; o COP foca em permanecer engajado nas necessidades de uma comunidade e na colaboração entre polícia e cidadãos; e o treinamento de policiais envolve a atenção contínua e o suporte educacional para o aprendizado contínuo dos policiais e suas funções.
O tiroteio também destacou a importância da lei "Stand Your Ground" da Flórida, o que incentivou a reflexão sobre a lei e sua eficiência: houve esforços para reformar a legislação a fim de reforçar a noção de que uma pessoa deve tentar se retirar de sua situação com segurança antes de agir, promovendo a "desescalada" nesses conflitos.

## Páginas externas
- «Zimmerman Issue Capias/Warrant of Charges» [Zimmerman emite capias/garantia de acusações] (PDF). State of Florida (em inglês). Consultado em 13 de abril de 2025. Cópia arquivada (PDF) em 17 de abril de 2012
- «George Zimmerman Trial Discovery» [Descoberta do julgamento de George Zimmerman]. Scribd (em inglês). Consultado em 13 de abril de 2025. Cópia arquivada em 13 de maio de 2013